# レンタルお兄さん
レンタルお兄さん（レンタルおにいさん・男性の場合）またはレンタルお姉さん（レンタルおねえさん・女性の場合）とは、若年無業者（引きこもり・ニート）を対象とした自立支援策および、それに従事する特定のNPO法人職員を指す言葉である。

## 概要
千葉県市川市に活動拠点を置き、25年間で1600人以上もの引きこもりやニートを支援している認定NPO法人『ニュースタート事務局』の訪問支援職員の呼称。訪問支援は1998年に開始。「近所に住むお姉さん・お兄さんのような存在」として名付けられた。週1回のペースで、訪問や手紙、電話でやりとりを行う。訪問範囲は日本全国。8割が次のステップ（就労や入寮など）に進む。
レンタルお兄さんは引きこもりやニートの状態に置かれている若者の自宅を、同法人の職員やボランティアらが直接訪問するアウトリーチ形式の自立支援策である。こうした形式での支援策自体は、NPO法人『青少年自立援助センター』や教育評論家の長田百合子が代表を務める団体などで以前から行われており、当団体が発祥というわけではない。その後、「効果が期待できるニート対策」として厚生労働省などから評価を受けると、2008年度からは全国の地域若者サポートステーションのモデル事業に採用されるに至った。
「スロースタート」など複数のドラマの原案であり、脚本家の岩井秀人は舞台「ヒッキー・ソトニデテミターノ」のためにレンタルお兄さんの取材をしている。BBCなど海外からの取材も受けている。
ニュースタート事務局の創業者である二神能基は、「親子はどうしてもその力関係から、上下の関係になってしまいがちです。そんな時には少し年上のお兄さんやお姉さんが出て行って“ななめ上からの関係”でアドバイスをするほうが、はるかに効果があることもある」と言う。
訪問時は以前訪問を受けていた元引きこもりが同行することもある。
レンタルお姉さんの1人である川上佳美は、自著『わたしはレンタルお姉さん』において「部屋の中では幸福は見つからない」と主張している。一方、『引きこもるという情熱』や『引きこもり狩り』など、引きこもり関連の著作があり、この問題にも詳しい評論家の芹沢俊介は、現行の引きこもりやニート向け自立支援策に否定的であり、『引きこもり狩り』の中で、彼らを家から「引き出す」行為を善とする風潮を危惧し、疑問を投げかけている。芹沢は、「支援とは、支援する側の善意を押しつけるものであってはならず、支援される側を主体に、その必要性を軸になされなければならない」との見解を示している。
2007年11月には「レンタルお姉さん」が商標登録された。2006年11月22日公開の『レンタルお姉さん 欲望家政婦』というピンク映画に「レンタルお姉さん」で商標権を侵害されたとして、2009年7月、制作・配給元である新日本映像に対し配給差し止めの仮処分を東京地方裁判所に申請した。女性職員らは会見で「このような使われ方をされると支援ができなくなる」などと訴えた。

## 関連書籍
- 荒川龍著『レンタルお姉さん』（東洋経済新報社、2006/5）ISBN 4492222707
- 川上佳美著『わたしはレンタルお姉さん』（二見書房、2007/1）ISBN 4576070037
- 荒川龍著『レンタルお姉さん』文庫版（幻冬舎、2009/12）
- 比古地朔弥著『レンタルお姉さん物語～ひきこもりと社会をつなぐ天使～』（A-WAGON 、2015/5）